# Ikon (religion)
För andra betydelser, se ikon.

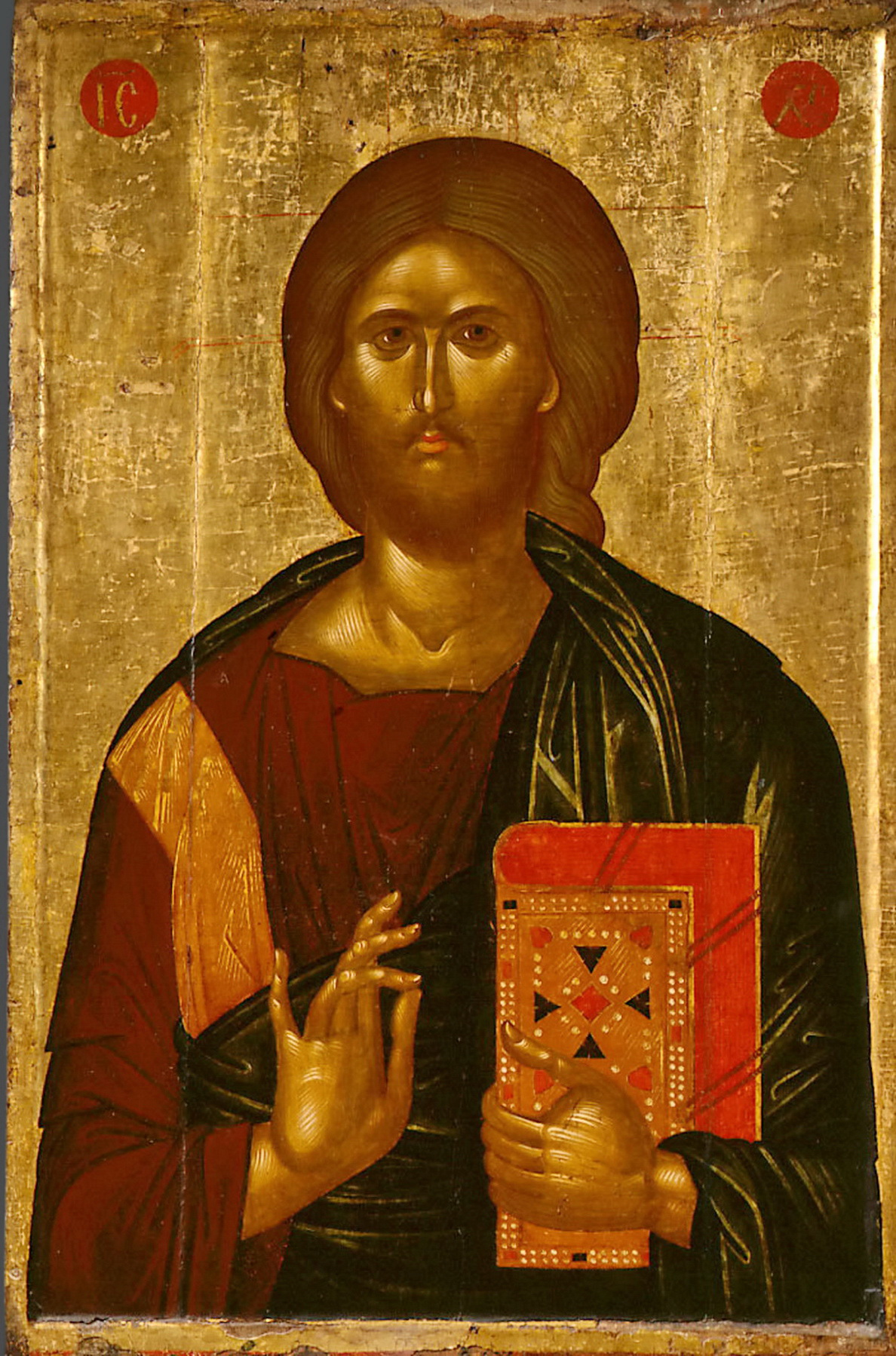
Grekisk-ortodox pantokratorikon föreställande Jesus Kristus.

En ikon (av grekiska εἰκών, eikōn: "bild"; kyrkslaviska: икона) är en form av kultbild som används främst inom de Östortodoxa, Orientalisk-ortodoxa och Östkatolska kyrkorna, men även inom den Romersk-katolska kyrkan och den Lutherska kyrkan.
Ofta avbildas Jesus Kristus, Jungfru Maria (Guds moder) med Jesusbarnet och olika helgon och änglar, men även händelser som står nedskrivna i Bibeln, som Kristi uppståndelse, Kristi korsfästelse med mera (beroende på vilken kyrka).
Ikoner kan också benämnas som Ortodoxa ikoner, Östortodoxa kristna ikoner, Östkristna ikoner eller Österländska ikoner.

## Ikoner

### Användning och symbolik
Ikoner brukar vara målade på dukar, trä, fresker eller mosaiker.
Avbildningen betraktas inte bara som en ren illustration utan utgör en del av det religiösa budskapet och uppfattas ofta som en fysisk manifestation av det den representerar.[källa behövs] Enligt östortodox teologi är ikonen "som ett fönster som förbinder himmel och jord."

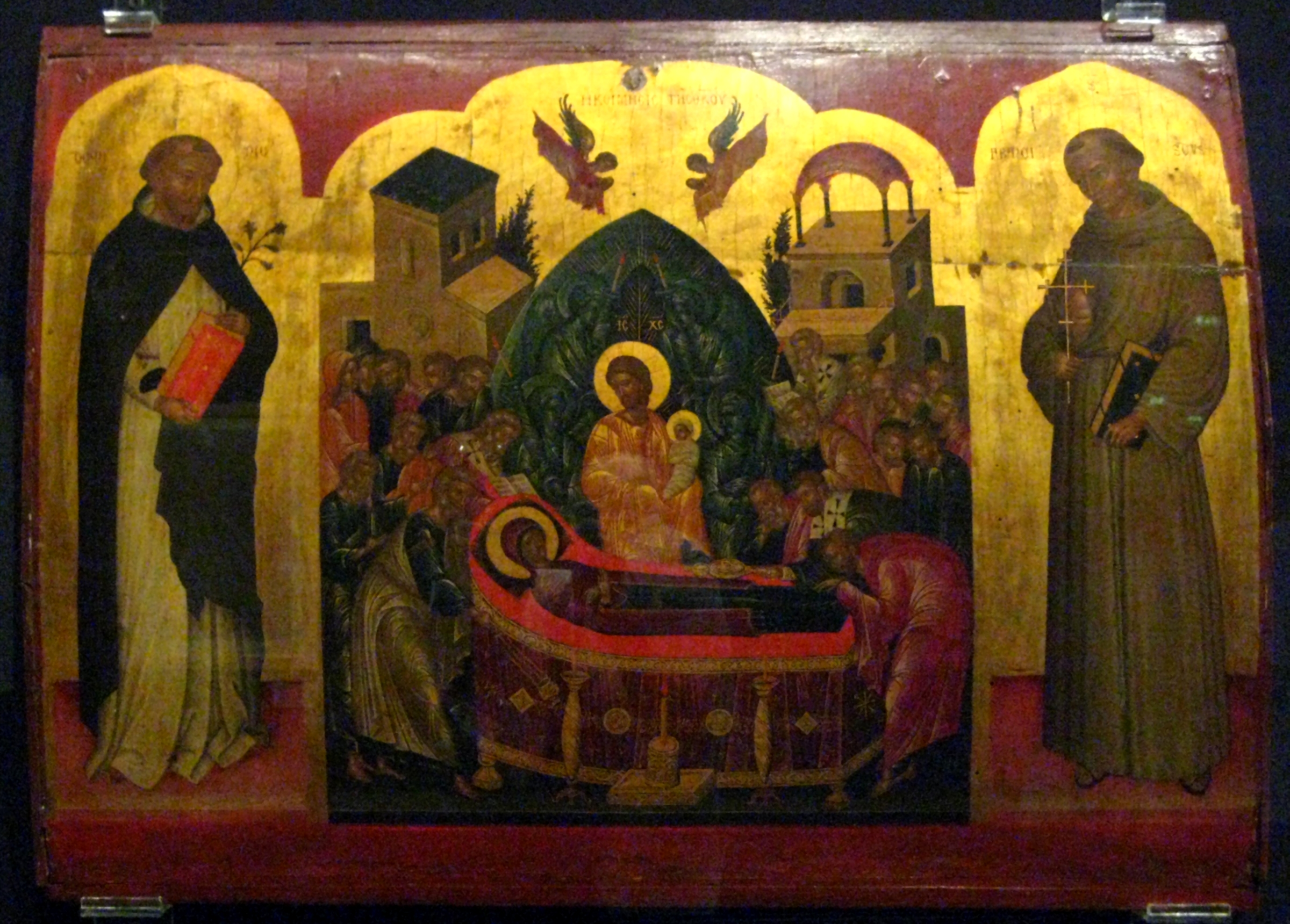
Östkatolsk ikon föreställande Jungfru Marie himmelsfärd samt Franciskus av Assisi och Dominicus.

I östortodoxa och östkatolska kyrkor sitter ikoner uppsatta på ikonostasen och i hem kan man finna familjeikoner för uppbyggelse och andakt.
På absider brukar det finnas en stor ikon föreställande Jungfru Maria och Jesusbarnet. På kupolen eller taket finns Kristus pantokrator, vilket betyder att Han är herre över himmel och jord.
På ikoner brukar alltid munnarna vara stängda. Detta beror på att ikoner alltid är tysta, vilket därmed bidrar stillhet. Färger är också en symbolisk och viktig del. Om man till exempel tittar på ikoner föreställande Kristus, är han iförd en röda och blåa kläder. Det symboliserar hans närvaro på jorden.

### Hur ikoner tillverkas
Innan en ikon skapas förbereder ikonografen sig ofta genom att studera ikoner, be böner och att fasta. När ikoner skapas brukar man säga att man "skriver" en ikon istället för "tillverkar". När ikoner skrivs måste målaren också följa strikta riktlinjer.

## Historik

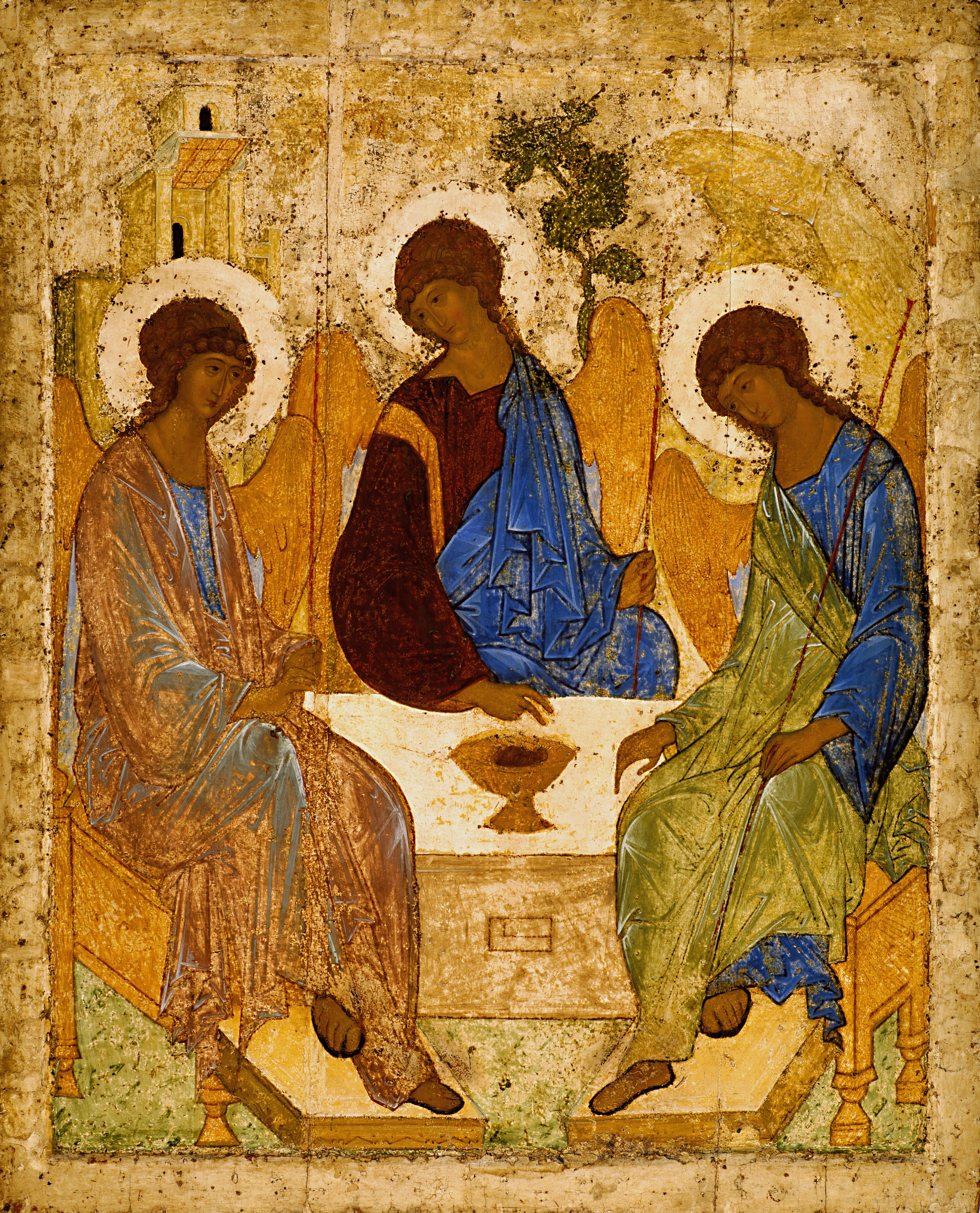
Rysk ikon föreställande Treenigheten, gjord av Andrej Rubljov.

### Term
Termen ikon används särskilt om ikoner som har sitt ursprung i den bysantinska konsten. Ikonen uppvisar en stiliserad konvention vad gäller komposition och hållning. Verk av sådana konstnärer som Andrej Rubljov och hans skola ger prov på det känslomässiga och konstnärliga uttryck som denna konstform uppvisar. I senare ryska ikoner omgavs ofta den målade gestalten av en gloria av värdefulla metaller och ädelstenar.[källa behövs]

### Tidigaste formen
Den tidigaste formen av kristna bilder kan spåras ända tillbaka mellan åren 150 - 200 e.Kr. De hittades av arkeologer i katakomber i Rom. Enligt kyrkans tradition målades den första ikonen av evangelisten Lukas, som föreställde Jungfru Maria och Jesusbarnet.

### Ikonoklasm
Vid två perioder under 700 och 800-talet e.Kr var ikoner förbjudna att använda och förstördes (ikonoklasm).
Den första perioden av ikonoklasm började omkring 730. Men efter det andra konciliet i Nicaea som ägde rum 787 erkändes ikonerna som viktiga för den kristna tron.
Den andra perioden varade mellan 813 och 843 e.Kr.

## Bilder

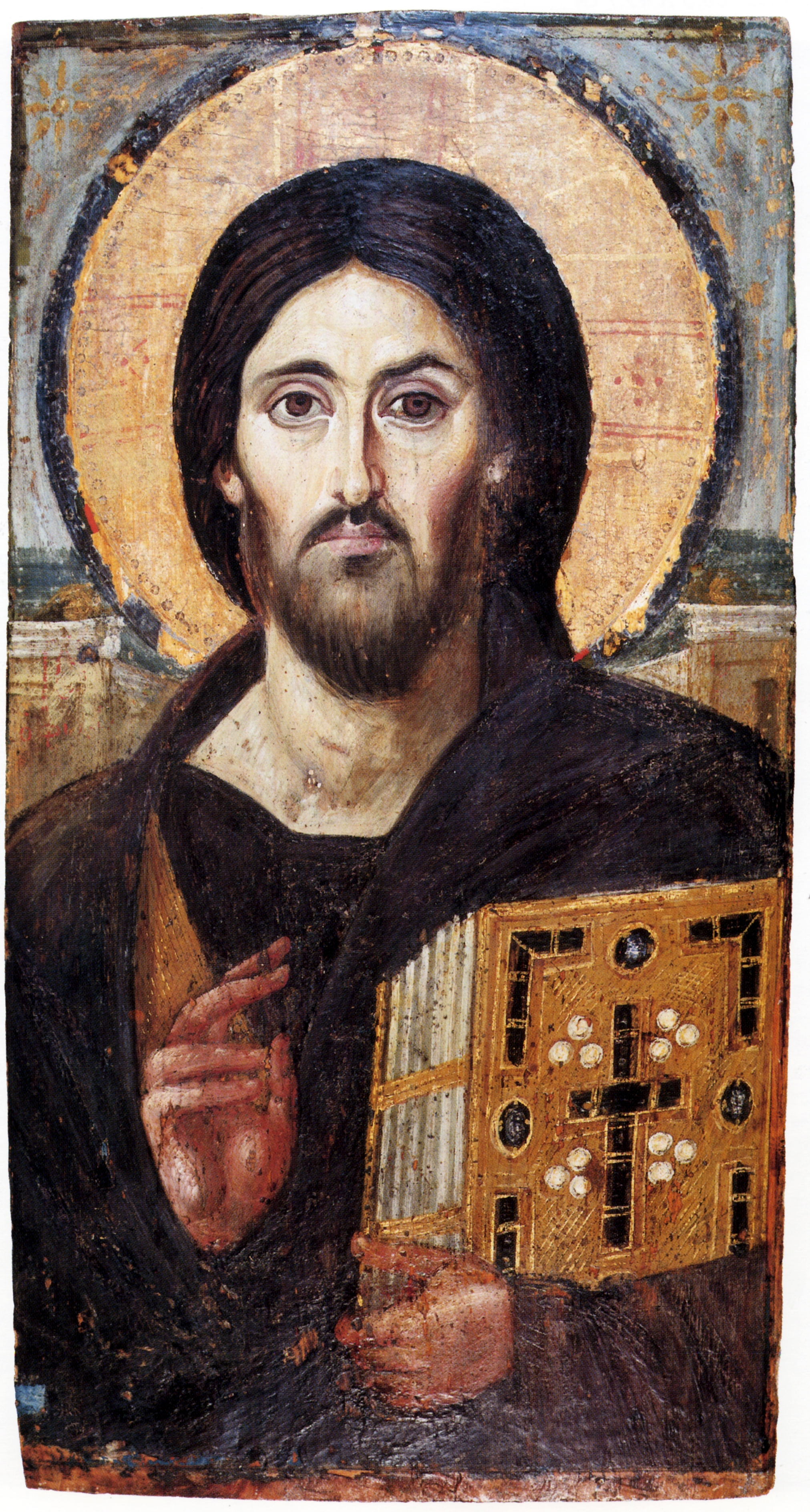
Kristus Pantokrator
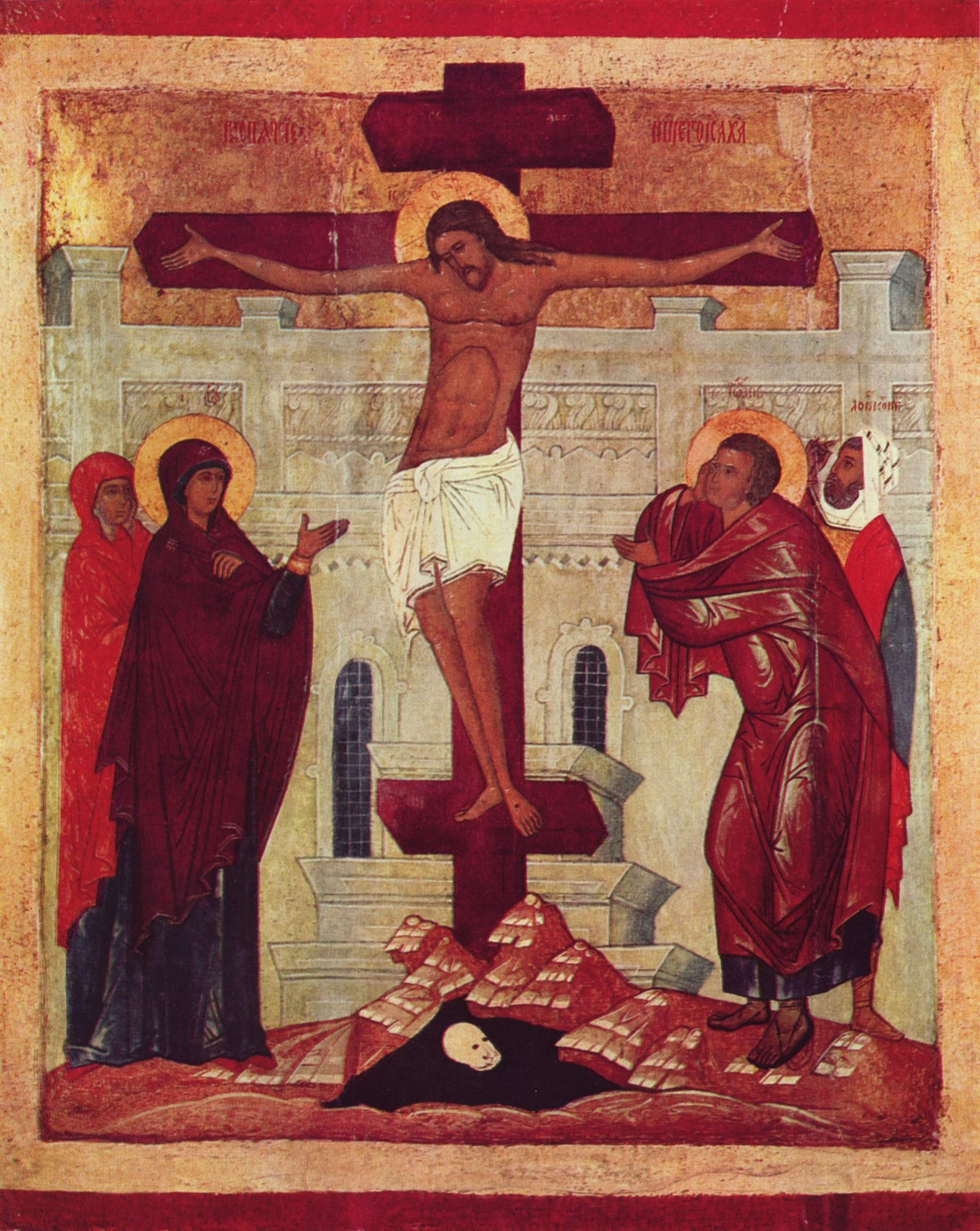
Östortodox ikon föreställande Jesu korsfästelse
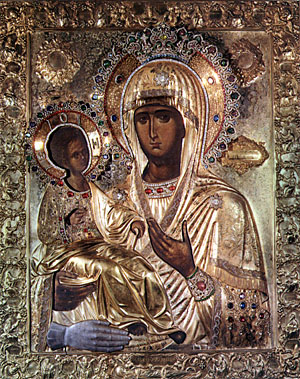
Trehändige Guds Moder, en känd serbisk-ortodox ikon
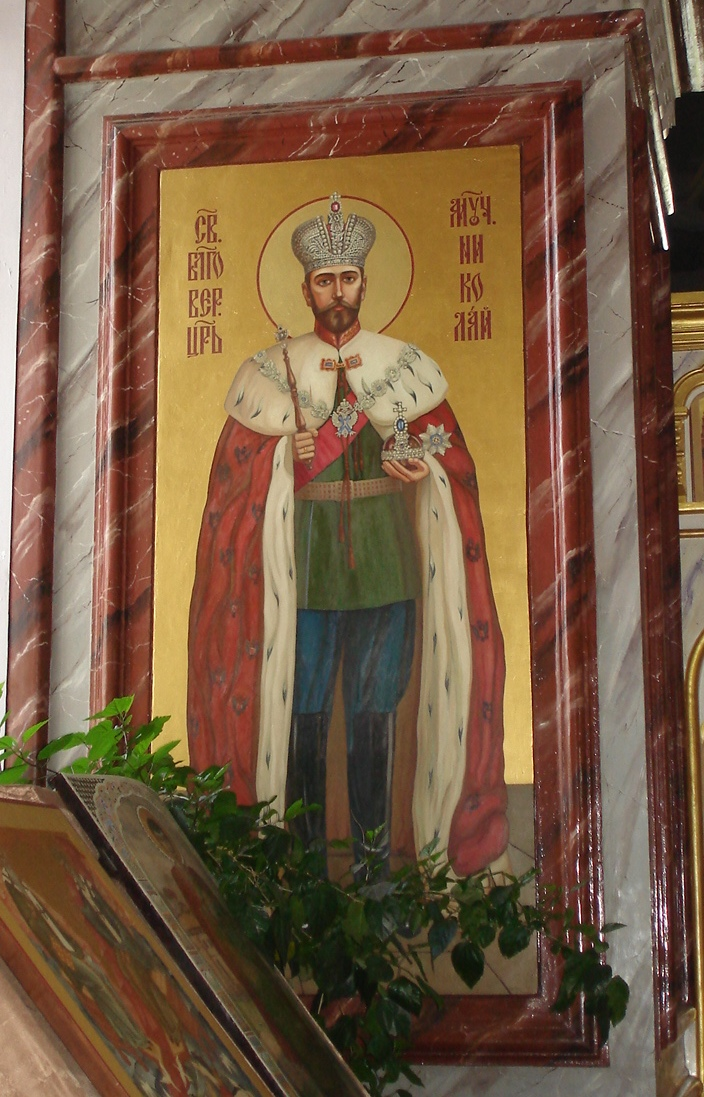
Östortodox ikon föreställande tsar Nikolaj II av Ryssland
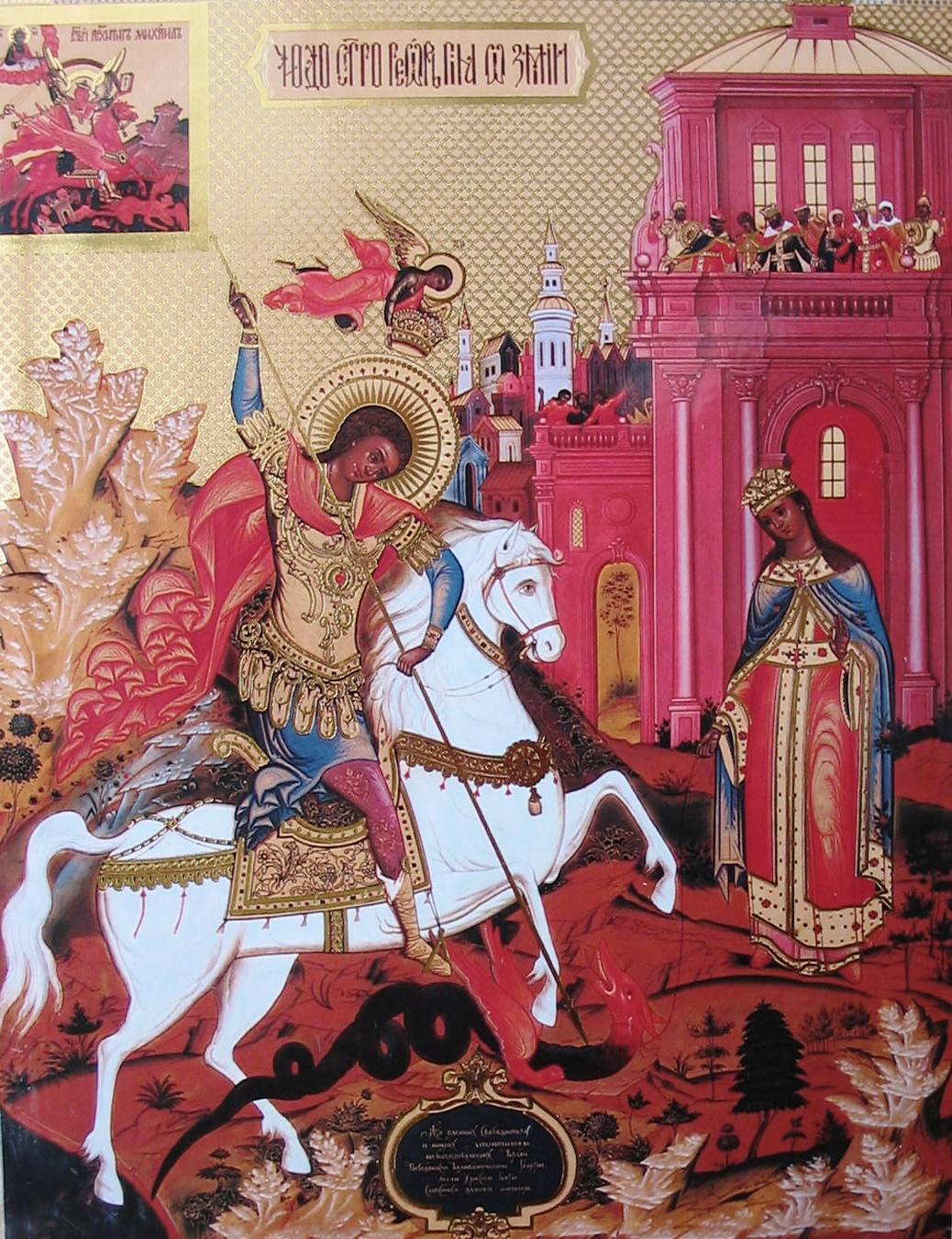
Östortodox ikon föreställande Sankt Göran
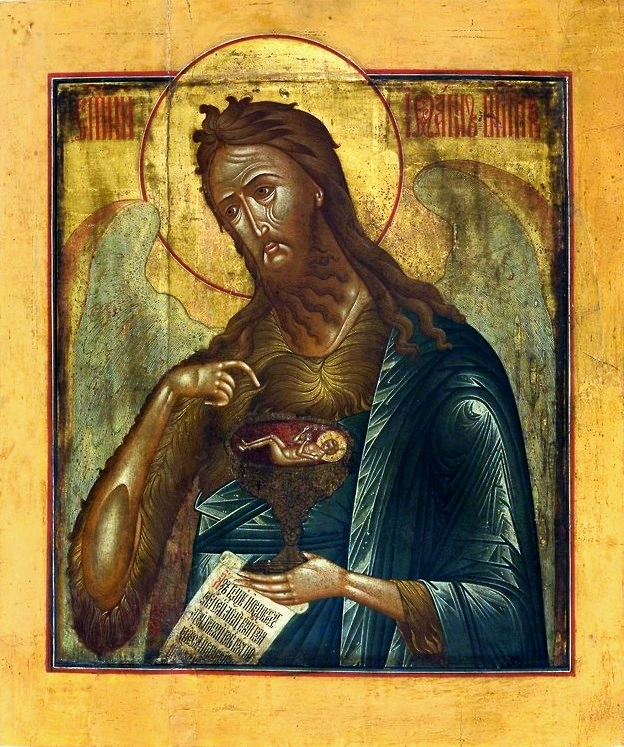
Gammaltroende ikon föreställande Johannes Döparen
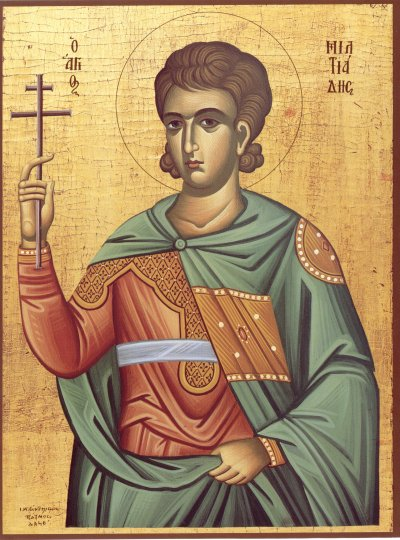
Östkatolsk ikon föreställande Miltiades
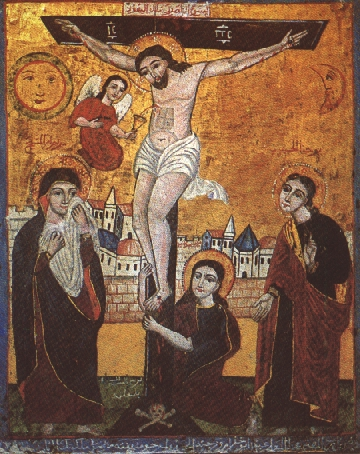
Koptisk-ortodox ikon föreställande Jesu korsfästelse
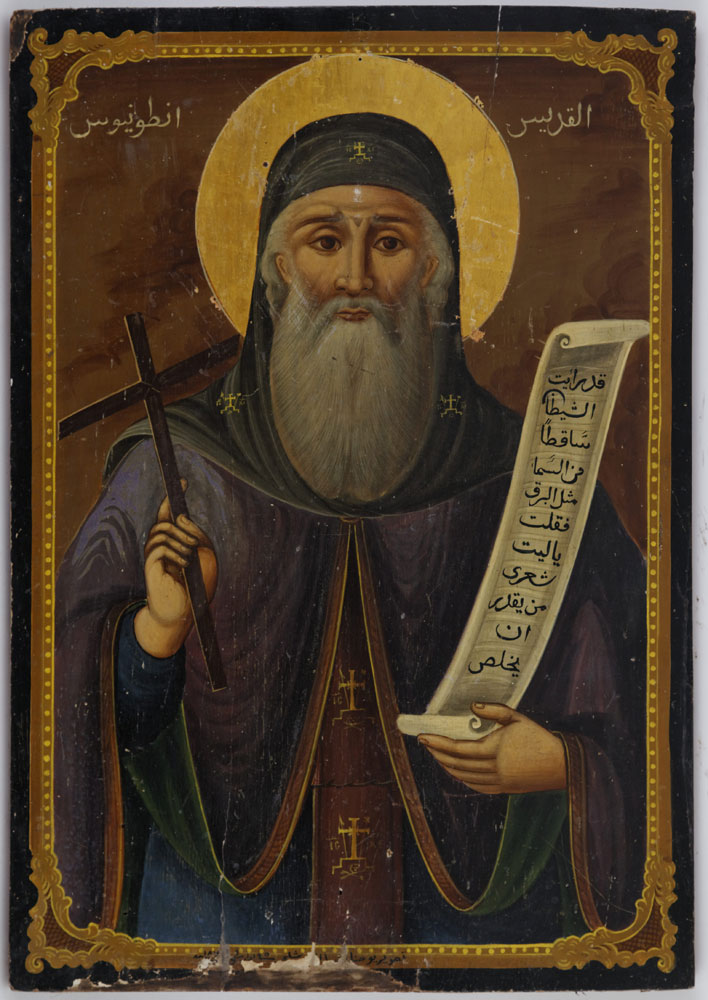
Koptisk-ortodox ikon föreställande Antonios den store
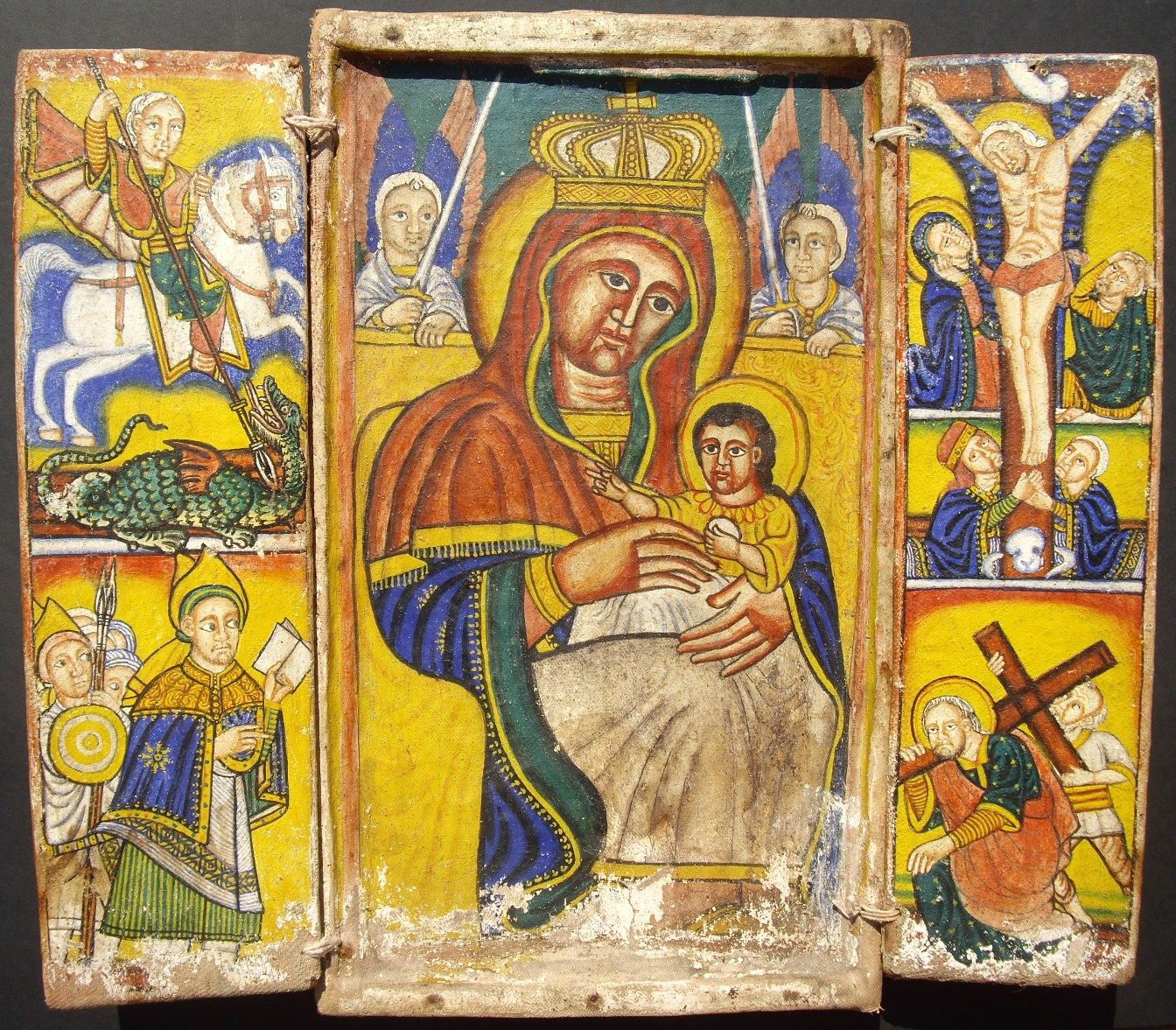
Etiopisk-ortodox ikon föreställande bland annat Jungfru Maria och Jesusbarnet